# Гаррісвілл (Нью-Гемпшир)
Гаррісвілл (англ. Harrisville) — місто (англ. town) в США, в окрузі Чешир штату Нью-Гемпшир. Населення — 984 особи (2020).

## Демографія
Згідно з переписом 2010 року, у місті мешкала 961 особа в 446 домогосподарствах у складі 282 родин. Було 695 помешкань
Расовий склад населення:
| - 98,2 % — білих - 0,5 % — чорних або афроамериканців - 0,3 % — азіатів |

До двох чи більше рас належало 0,6 %. Частка іспаномовних становила 0,6 % від усіх жителів.
За віковим діапазоном населення розподілялося таким чином: 13,9 % — особи молодші 18 років, 67,3 % — особи у віці 18—64 років, 18,8 % — особи у віці 65 років та старші. Медіана віку мешканця становила 52,8 року. На 100 осіб жіночої статі у місті припадало 87,0 чоловіків;  на 100 жінок у віці від 18 років та старших — 85,4 чоловіків також старших 18 років.
Середній дохід на одне домашнє господарство  становив 95 514 долари США (медіана — 67 266), а середній дохід на одну сім'ю — 118 982 долари (медіана — 83 125). Медіана доходів становила 58 750 доларів для чоловіків та 43 182 долари для жінок. За межею бідності перебувало 5,6 % осіб, у тому числі 0,0 % дітей у віці до 18 років та 9,8 % осіб у віці 65 років та старших.
Цивільне працевлаштоване населення становило 540 осіб. Основні галузі зайнятості: освіта, охорона здоров'я та соціальна допомога — 23,9 %, виробництво — 14,6 %, науковці, спеціалісти, менеджери — 13,3 %.